# Бенитес, Эдгар
Э́дгар Мильсья́дес Бени́тес Сантанде́р (исп. Édgar Milciades Benítez Santander; 8 ноября 1987, Репатриасьон, департамент Каагуасу, Парагвай) — парагвайский футболист, нападающий клуба «Гуарани». Выступал за национальную сборную Парагвая. Участник чемпионата мира 2010 и трёх Кубков Америки.

## Карьера
Эдгар Бенитес начал карьеру в клубе «12 октября», но на профессиональном уровне дебютировал в 2005 году, когда перешёл в «Либертад», который в 2000-е годы был самым сильным во всём Парагвае.
В составе «Либертада» Эдгар дважды становился чемпионом Парагвая, доходил до 1/4 финала Кубка Либертадорес.
В 2008 году было объявлено, что Бенитеса выкупает мексиканская «Пачука», однако в том году он на правах аренды выступал за «Соль де Америка».
С 2009 года Бенитес всё же стал игроком «Пачуки». Долгое время он был игроком замены, который своими выходами усиливал игру. В феврале 2010 года, выйдя, наконец, в стартовом составе, Бенитес отметился дублем в ворота «Ягуарес Чьяпас» (2:2).
С 2008 года Бенитес выступает за сборную Парагвая. Свой первый гол за «Альбироху» он забил 1 апреля 2009 года в ворота Эквадора в рамках отборочной кампании к чемпионату мира 2010 года. В 2010 году Бенитес был включён в заявку сборной Парагвая на чемпионат мира в ЮАР, где парагвайцы сумели дойти до 1/4 финала.
В июле 2011 года футболист на правах аренды перебрался на родину в «Серро Портеньо».

## Достижения
- Чемпион Парагвая (2): 2006, 2007
- Обладатель Кубка Мексики: Апертура 2016
- Лига чемпионов КОНКАКАФ: 2009/10